# Fontanals de Cerdanya
Fontanals de Cerdanya település Spanyolországban, Girona tartományban. Fontanals de Cerdanya Alp, Puigcerdà, Bolvir, Das és Ger községekkel határos. Lakosainak száma 531 fő (2024).

## Népesség
A település népessége az elmúlt években az alábbi módon változott:
| Lakosok száma | 453  | 647  | 535  | 526  | 353  | 428  | 451  | 443  | 444  | 531  |
|               | 1717 | 1887 | 1936 | 1960 | 1986 | 2004 | 2009 | 2014 | 2019 | 2024 |